# Guy Edwards

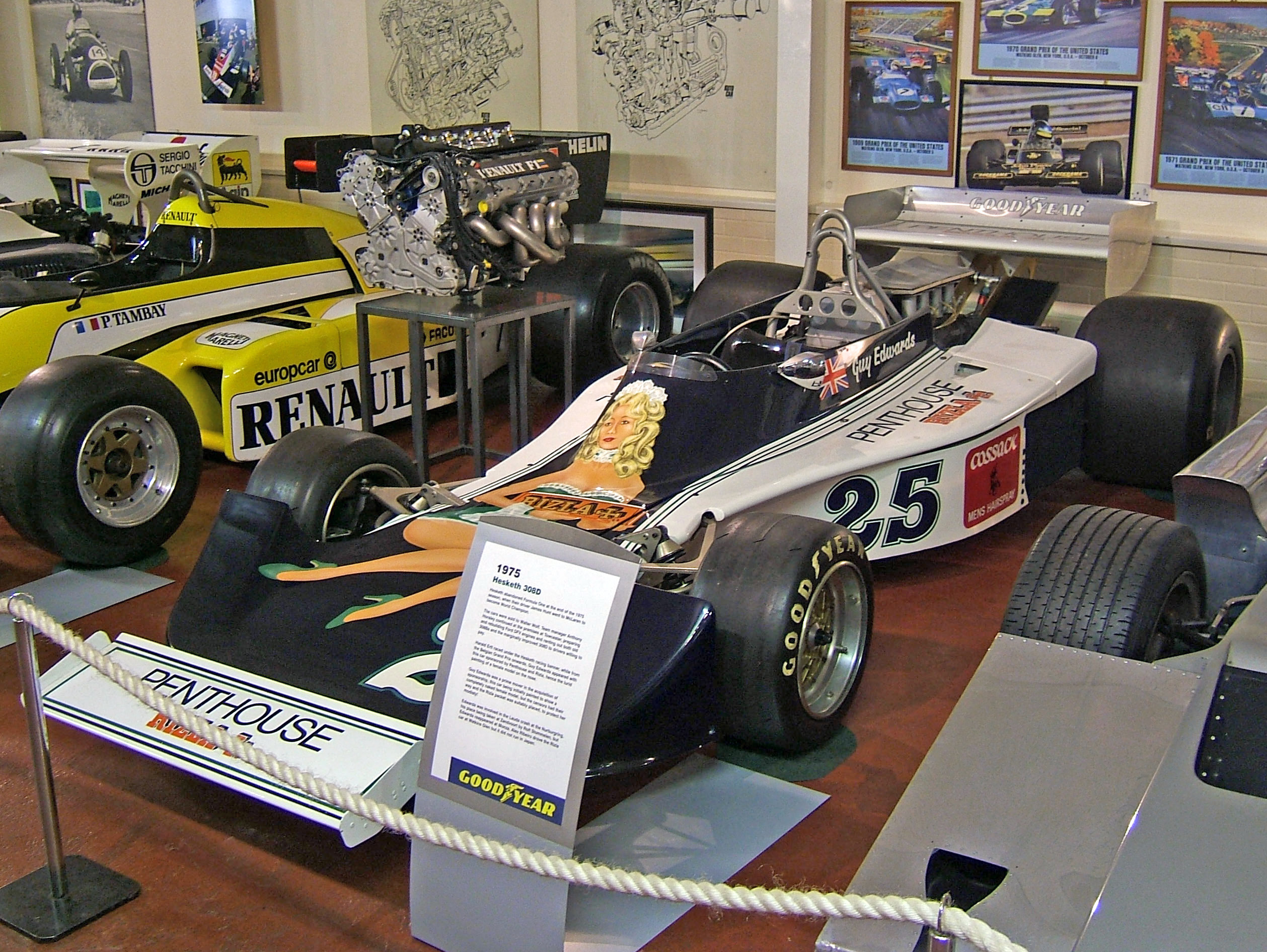
Cotxe pilotat per Guy Edwards durant la seva estada al Mundial de Fórmula 1.

Guy Edwards és un ex-pilot de Fórmula 1, nascut a Macclesfield, Anglaterra el 30 de desembre de 1942.

## Apunts biogràfics
Va debutar a la Fórmula 1 la temporada 1974 en el Gran Premi de l'Argentina, aconseguint acabar 11º la cursa al volant d'un monoplaça de l'escuderia Hill.
Va prendre part en 17 curses de Fórmula 1 sense obtenir cap punt.
Després de la seva retirada de la F1 al Gran Premi de Gran Bretanya de la temporada 1977 corregut al circuit de Silverstone, va passar a competir a Sportscars on va obtenir diverses victòries al volant d'un Lola-Ford.
El seu pas per la F1 és recordat també perquè Edwards és un dels pilots (junt amb Arturo Merzario, Brett Lunger i Harald Ertl) que van ajudar a rescatar a Niki Lauda del seu Ferrari en flames en el famós accident del Gran Premi d'Alemanya ocorregut al Circuit de Nürburgring la temporada 1976. Edwards va ser condecorat amb la Queen's Gallantry Medal per la seva valentia.

## Resultats a la F1
| Temporada | Equip   | 1      | 2       | 3     | 4       | 5       | 6     | 7     | 8       | 9       | 10       | 11      | 12  | 13      | 14     | 15  | 16  | 17  | Equip   | WDC | Punts |
| --------- | ------- | ------ | ------- | ----- | ------- | ------- | ----- | ----- | ------- | ------- | -------- | ------- | --- | ------- | ------ | --- | --- | --- | ------- | --- | ----- |
| 1974      | Hill    | ARG 11 | BRA Ret | SUD   | ESP DNQ | BEL 12  | MON 8 | SUE 7 | HOL Ret | FRA 15  | GBR DNS  | ALE DNQ | AUT | ITA     | CAN    | USA |     |     | Hill    | -   | 0     |
| 1976      | Hesketh | BRA    | SUD     | 0.USA | ESP     | BEL DNQ | MON   | SUE   | FRA 17  | GBR Ret | ALE 15   | AUT     | HOL | ITA DNS | CAN 20 | USA | JPN |     | Hesketh | -   | 0     |
| 1977      | BRM     | ARG    | BRA     | SUD   | 0.USA   | ESP     | MON   | BEL   | SUE     | FRA     | GBR DNPQ | ALE     | AUT | HOL     | ITA    | USA | CAN | JPN | BRM     | -   | 0     |